# Moore River
Moore River är ett vattendrag i Australien. Det ligger i delstaten Western Australia, omkring 75 kilometer nordväst om delstatshuvudstaden Perth.
Runt Moore River är det mycket glesbefolkat, med 4 invånare per kvadratkilometer. Genomsnittlig årsnederbörd är 699 millimeter. Den regnigaste månaden är juli, med i genomsnitt 121 mm nederbörd, och den torraste är januari, med 11 mm nederbörd.